# Jelena Despotović
Jelena Despotović, född 30 april 1994 i Podgorica, är en montenegrinsk handbollsspelare (mittnia/vänsternia).

## Klubblagskarriär
Jelena Despotović började spela handboll i hemstadens ŽRK Budućnost. Hon spelade sedan för ŽRK Biseri från 2011 och skulle ha spelat där till 2013 men kontraktet bröts och hon återvände till Budoćnost efter ett och ett halvt år. Hon vann sedan med Budućnost ligatiteln och cupen i Montenegro flera gånger, och 2015 vann hon också EHF Champions League. Hon flyttade sedan 2015 till Ungern för att spela för Debreczeni VSC. Sommaren 2017 undertecknade hon ett kontrakt med den slovenska klubben RK Krim i Ljubljana men avslutade det redan i december samma år och återvände till Debrecen. I januari 2021 meddelade Győri ETO KC på sin webbplats att Despotović kommer att fortsätta sin karriär i klubben 2021–2023.

## Landslagskarriär
Jelena Despotović debuterade för Montenegros damlandslag i handboll 2011. 2012 var hon med i EM och vann EM-titeln. Sedan har hon varit med i alla internationella mästerskap fram till och med OS i Tokyo 2020 utom i OS 2016. Hon tillhörde 2022 bara bruttotruppen och spelade inte i EM 2022.